# Manoel Vitorino
Manoel Vitorino es un municipio brasileño del estado de Bahía. Su población estimada en 2009 era de 14.138 habitantes. Su territorio pertenecía originalmente a la Villa Nueva del Príncipe y Santana de Caetité y se emancipó en 1962 con el nombre de Cascada de Manoel Roque (en 1936/37).